# Daniel Zander
Albrecht Friedrich Daniel Zander (* 3. April 1823 in Stargard (Mecklenburg); † 16. Februar 1905 in Potsdam) war ein deutscher Lehrer, Musiker und Historiker.

## Biografie
Daniel Zander war der Sohn des Stargarder Tuchmachermeisters Christian Friedrich Zander und dessen Frau Regina Maria, geb. Kaiser, Tochter eines örtlichen Schmieds.
Er besuchte von 1837 bis 1843 als Freizögling das Lehrerseminar in Mirow. Nach längerer Zeit als Hauslehrer in Pommern studierte er in Berlin bei Adolph Bernhard Marx Kirchenmusik. 1850 wurde er Lehrer an der Höheren Töchterschule in Neustrelitz. Als Nachfolger von Johann Carl Nicolaus Messing (1800–1870) berief ihn der Großherzog zu Ostern 1863 zum Musiklehrer am dortigen Gymnasium Carolinum, verbunden mit dem Amt des Kantors an den beiden Neustrelitzer evangelischen Kirchen und dem des Schloßkirchenorganisten.
1855 gehörte Zander in Neustrelitz zu den Mitgründern eines Gesangvereins für kirchliche Musik, aus dem der Großherzogliche Schlosskirchenchor hervorging. Als Kantor an der Neustrelitzer Schlosskirche führte er eigene Kompositionen auf. Für seine musikalischen Verdienste wurde er 1868 mit dem Titel eines Großherzoglich mecklenburg-strelitzschen Musikdirektors geehrte. Am 9. Oktober 1900 erhielt er zu seinem 50-jährigen Dienstjubiläum den Ehrentitel (Gymnasial-)Professor.
Zander war seit 1859 verheiratet mit der Gutspächtertochter Wilhelmine Karoline Juliane, geb. Schumann (* 1834). Sein Sohn Adolf Zander (1860–1945) war später Hofrat und Bürgermeister von (Burg) Stargard. Eine Tochter, Margarete (* 1868), lebte verheiratet in Potsdam. Bei ihr verlebte Zander nach der Pensionierung (1901 oder 1904) seine letzten Lebensmonate. Auf eigenen Wunsch wurde er nach einer Trauerandacht im Stargarder Rathaussaal am 19. Februar 1905 auf dem Friedhof Neustrelitz beigesetzt.
Zander war Verfasser einer umfangreichen Landeskunde von Mecklenburg-Strelitz, die schnell zu einem wichtigen Standardwerk über die südostmecklenburgische Region wurde.

## Kompositionen
- Das Landleben. Zyklus von 12 Liedern mit verbindender Deklamation. Gedichtet von J. F. G. Rieck[4], komponiert von A. F. D. Zander. Neustrelitz 1852
- Machet die Tore weit. Chor für drei Knabenstimmen.
- Hell int Finster. Text: Klaus Groth
- Worte aus Psalm 14 für eine Singstimme mit Orgelbegleitung.

## Schriften
- Bunte Biller ut min' Kinnerjohren. Von Eenen, de sinen Namen woll för sich behollen mücht. Neustrelitz 1876.
- De Franzosenkrieg von anno 70 un 71 för Jung un Old vertellt. Neustrelitz 1878.
- Kaiser Wilhelm. Plattdeutsches Epos. Neustrelitz 1879.
- Stoff zur Landeskunde von Mecklenburg-Strelitz. 2 Tle. in 1 Bd. Neustrelitz 1889. (Digitalisat)